# Assedio di Roma (1849)
L'assedio di Roma ebbe luogo fra il 3 giugno e il 2 luglio 1849, quando il generale Oudinot, inviato dal presidente della Seconda Repubblica francese Luigi Napoleone, tentò per la seconda volta l'assalto a Roma, capitale della neoproclamata Repubblica Romana. L'assedio si concluse con la vittoria e l'ingresso dei francesi a Roma che vi insediarono un provvisorio governo militare in attesa del ritorno di papa Pio IX.

## Antefatti

### La Prima guerra di indipendenza
Tra il 18 e il 23 marzo 1848, con le cinque giornate di Milano, ebbe inizio la prima guerra di indipendenza, che coinvolse oltre al grande esercito sardo le più piccole armate toscana e pontificia, nonostante le resistenze del papa.
La guerra ebbe fine il 9 agosto, con la firma dell'Armistizio di Salasco che però entrambi i contendenti principali (Carlo Alberto e Radetzky) sapevano essere solo temporaneo.

### La lunga tregua armata dell'Armistizio di Salasco
Si aprì quindi un complesso periodo in cui l'intera politica italiana venne dominata dalla prossima ripresa delle ostilità con l'Impero austriaco: il governo sardo e i patrioti democratici cercavano di profittare della tregua per allineare quante più forze possibile. Persa ogni illusione rispetto a Ferdinando II delle Due Sicilie, la questione fondamentale riguardava l'atteggiamento di Firenze e Roma.
Nel Granducato le cose si erano ormai chiarite a favore della causa nazionale quando Leopoldo II aveva il 27 ottobre conferito l'incarico al democratico Montanelli, che inaugurò una politica ultrademocratica, ovvero, nella terminologia politica dell'epoca, volta alla unione con gli altri stati italiani e alla ripresa congiunta della guerra all'Austria.

## Proclamazione della Repubblica Romana

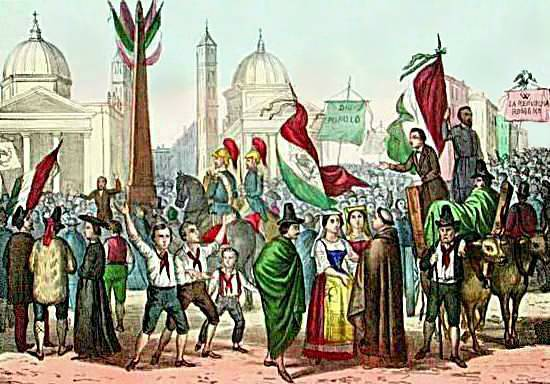
La proclamazione della Repubblica Romana in Piazza del Popolo

Restava aperta la questione romana, ove regnava Pio IX, che già il 29 aprile 1848, con una famosa allocuzione al concistoro, aveva condannato la guerra. Ma il consenso al conflitto venne esacerbato da un'azione contro Bologna, tentata dal generale Ludwig von Welden l'8-9 agosto e respinta dai bolognesi in armi.
Pio IX, tuttavia, non voleva (o forse non poteva) cedere e così accadde che il suo quinto primo ministro costituzionale, Pellegrino Rossi, venisse assassinato il 15 novembre. Seguirono manifestazioni patriottiche che costrinsero il Pontefice alla fuga, il 24 novembre, nella fortezza napoletana di Gaeta. Lo raggiunse, di lì a poco, Leopoldo II di Toscana, fuggito da Firenze il 30 gennaio, per salpare, il 21 anch'egli per Gaeta.
A Roma venne costituito un governo provvisorio, che convocò nuove elezioni per il 21-22 gennaio 1849: la nuova assemblea venne inaugurata il 5 febbraio e, il 9 febbraio votò il "decreto fondamentale" di proclamazione della Repubblica Romana. In questo clima, il 12 dicembre entrava in Roma Garibaldi, con una legione di volontari.

## L'invasione della Repubblica Romana

### Pio IX chiede l'intervento delle potenze straniere
Giunti a Gaeta, Pio IX e Leopoldo II accettarono le offerte di protezione delle grandi potenze straniere.
Essa fu possibile solo dopo che la sconfitta di Carlo Alberto a Novara il 22-23 marzo decise definitivamente della supremazia in Lombardia e costrinse il nuovo sovrano sardo, Vittorio Emanuele II, a concentrarsi sulla caotica situazione politica interna.

### Le quattro invasioni straniere
Il primo a muovere fu Luigi Napoleone, che il 24 aprile fece sbarcare a Civitavecchia un corpo di spedizione francese, guidato dal generale Oudinot. Questi tentò l'assalto a Roma il 30 aprile, ma venne malamente sconfitto. Ripiegò a Civitavecchia e chiese rinforzi.
Si fece avanti, allora, il secondo concorrente, Ferdinando II, Re delle Due Sicilie: nei mesi precedenti egli era stato alle prese con la insurrezione siciliana (Messina era stata presa e saccheggiata il 7) e del Parlamento napoletano. Ma ora la repressione delle due opposizioni stava perfezionandosi e il Filangieri ottenne la capitolazione di Palermo, il 14 maggio e le camere vennero sciolte una terza e ultima volta il 12 marzo. Ferdinando decise quindi di tentare l'avventura e inviò a invadere la Repubblica Romana 8500 uomini, con cinquantadue cannoni e cavalleria. Questo notevole corpo di spedizione, tuttavia, fu sconfitto nella battaglia di Palestrina da Garibaldi, il 9 maggio.
Contemporaneamente muoveva il terzo concorrente, il feldmaresciallo Radetzky, ormai libero di organizzare la ingente spedizione militare necessaria a reprimere, insieme, la Repubblica Romana e la Repubblica Toscana. Cominciò inviando il d'Aspre su Livorno (presa e saccheggiata l'11 maggio) e Firenze (occupata il 25 maggio). Seguito dal Wimpffen, che prese Bologna il 15, dopo otto giorni di assedio, e Ancona, il 21, dopo venticinque giorni di assedio. Le operazioni militari disegnate dal Radetzky, come si è visto, richiedevano tempo in quanto si scontravano su robuste piazzeforti e popolazioni decise a difendere i propri governi regolarmente eletti. L'influenza sull'Italia centrale, inoltre, non era esclusivo appannaggio austriaco, ma doveva contemperarsi con un'analoga influenza francese che Luigi Buonaparte, non ancora Imperatore, era deciso a ribadire, vendicando l'offesa subita il 30 aprile.
Tale ferrea volontà impedì al quarto contendente, un corpo di spedizione spagnolo di discrete dimensioni (9 000 uomini), di esercitare alcuna influenza nella partita: esso giunse a Gaeta solo verso la fine di maggio, troppo tardi per competere con le forze francesi decise alla rivincita sulla repubblica e venne dirottato sull'Umbria.

## Considerazioni strategiche

### Lo schieramento francese

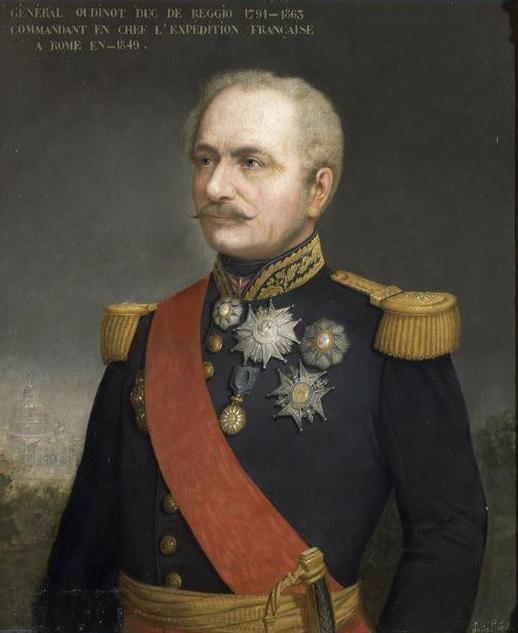
Il generale Nicolas Oudinot, comandante in capo della spedizione francese a Roma del 1849

Sconfitti il 30 aprile i francesi avevano dovuto ritirarsi verso la costa, arretrando fino a Palo (presso Ladispoli), che era già stato il luogo del loro primo bivacco dopo lo sbarco a Civitavecchia del 24 aprile.
Dopo aver fatto imbarcare i circa 200 feriti verso la Corsica, aver ripristinato le scorte di munizioni e viveri, inglobati i rinforzi (brigata Chadeysson ed il resto della brigata Levaillant) l'esercito di Oudinot, che ora contava 10000 uomini, fu pronto in pochi giorni ad una nuova marcia di avvicinamento verso Roma
Durante la manovra di avvicinamento l'esercito francese si tenne vicino alla linea destra del Tevere, e per facilitare l'arrivo via fiume dei rinforzi previsti Oudinot inviò il giorno 8 maggio un mezzo battaglione per occupare Fiumicino.
La colonna francese stazionò il 10 e l'11 a Castel di Guido e presso il Tevere all'altezza della Magliana il giorno successivo.
Nei giorni seguenti i francesi si avvicinarono ulteriormente alla città fino a porre, il 16, il quartier generale a villa Santucci, sulla via Portuense. Le mura di Roma distavano ora meno di quattro chilometri.
I rinforzi continuarono ad arrivare, il 22 maggio, i circa 20000 francesi erano organizzati in 3 divisioni.
Il tre giugno, giorno dell'attacco, i francesi avevano un esercito di 30000 uomini, 4000 cavalieri, appoggiati da un'imponente artiglieria (una decina di batterie divise tra artiglieria d'assedio e da campagna) e un migliaio di sappeurs (uomini del Genio).
Uomini, armi e attrezzature di rinforzo continuarono ad arrivare fino alla fine dell'assedio.

#### Composizione dell'esercito francese (3 giugno 1849)
CORPO DI SPEDIZIONE DEL MEDITERRANEO
- Comandante in capo: generale di divisione Nicolas Charles Victor Oudinot
- Capo di stato maggiore: colonnello Le Barbier de Tinan

FANTERIA E CAVALLERIA
- 1ª divisione (generale di divisione Auguste Regnaud de Saint-Jean d'Angély)
  - 1ª brigata (generale di brigata Pierre Alexandre Jean Mollière)
    - 1º battaglione di Cacciatori a piedi (De Marolles)
    - 17º reggimento fanteria di linea (colonnello Sonnet)
    - 20º reggimento fanteria di linea (colonnello Marulaz)
    - 33º reggimento fanteria di linea (colonnello Bonat)

  - 2ª brigata (generale di brigata Louis-Michel Morris)
    - 1º reggimento di Cacciatori a cavallo (colonnello De Noue)
    - 11º reggimento di Dragoni (colonnello De Lachaise)
- 2ª divisione (generale di divisione Louis de Rostolan)
  - 1ª brigata (generale di brigata Charles Levaillant)
    - 2º battaglione di Cacciatori a piedi (comandante Pursel)
    - 32º reggimento fanteria di linea (colonnello Bosc)
    - 36º reggimento fanteria di linea (colonnello Blanchard)
    - 66º reggimento fanteria di linea (colonnello Chenaux)

  - 2ª brigata (generale di brigata Chadeysson)
    - 22º reggimento fanteria leggera (tenente colonnello Espinasse)
    - 53º reggimento fanteria di linea (colonnello d'Autemarre)
    - 68º reggimento fanteria di linea (colonnello De Leyritz)
- 3ª divisione (generale di divisione Philippe-Antoine Gueswiller)
  - 1ª brigata (generale di brigata Jean Levaillant)
    - 16º reggimento fanteria leggera (colonnello Marchesan)
    - 25º reggimento fanteria leggera (colonnello Ripert)
    - 50º reggimento fanteria di linea (colonnello Leconte)

  - 2ª brigata (generale di brigata Sauvan)
    - 13º reggimento fanteria leggera (colonnello De Lamarre)
    - 13º reggimento fanteria di linea (colonnello De Comps)

ARTIGLIERIA (2038 uomini)
Comandante dell'artiglieria del corpo di spedizione: François Augustin Thiry
- 1ª divisione
  - 3º reggimento
    - 13ª batteria (capitano Serrand)
- 2ª divisione
  - 3º reggimento
    - 12ª batteria (capitano Pinel)

  - 7º reggimento
    - 6ª batteria (capitano Canu)
- 3ª divisione
  - 5º reggimento
    - 12ª batteria (capitano Grimandet de Rochebouet)
- Riserva
  - 14º reggimento
    - 7ª batteria (capitano Roget)
- Artiglieria d'assedio
  - 1º reggimento
    - 1ª batteria (capitano Lablanche-Combier)

  - 3º reggimento
    - 16ª batteria (capitano Gachot)

  - 8º reggimento
    - 16ª batteria (capitano Barbary de Langlade)

  - 11º reggimento
    - 15ª batteria (capitano Besençon)
    - 16ª batteria (capitano Prélat)
- 15º reggimento pontieri
  - 7ª compagnia (capitano Blondeau)
- 4º squadrone di traino artiglierie
  - 3ª compagnia
- Maestranza d'artiglieria
  - 5ª compagnia (Sottotenente Lépousé)

GENIO (937 uomini)
Comandante del genio del corpo di spedizione: Jean Baptiste Philibert Vaillant
1º reggimento del genio
- - 1º battaglione
    - 4ª compagnia (capitano Touvenaint)

  - 2º battaglione
    - Zappatori (capitano Pissis), entrati in servizio il 30 giugno
    - 5ª compagnia (capitano De Joulard)

2º reggimento del genio
- 1º battaglione
  -     - 3ª compagnia (capitano Puiggari)

  - 2º battaglione
    - 4ª compagnia (capitano Darceau)
    - 7ª compagnia (capitano Mayette), entrati in servizio l'11 giugno

### La difesa di Roma

Bandiera di guerra della Repubblica Romana

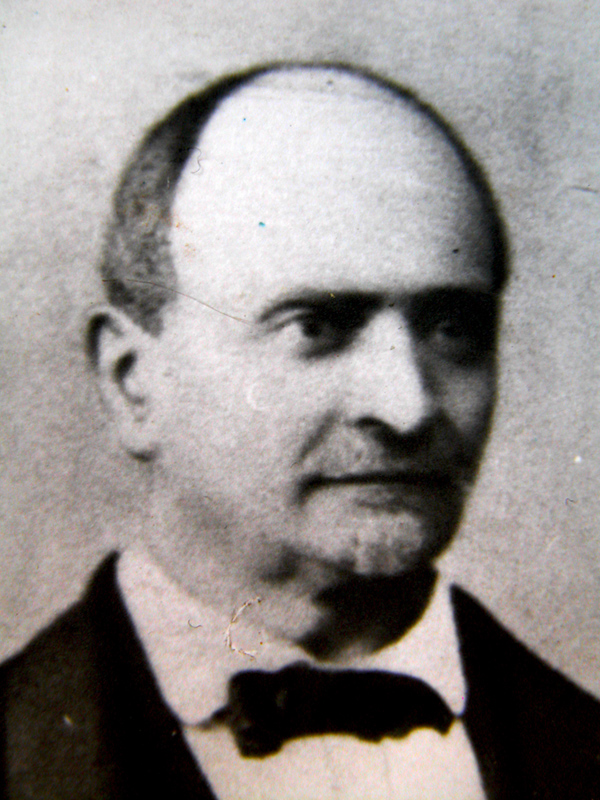
Foto del Generale Pietro Roselli - 1860 circa - Archivio Roselli Lorenzini

Roma non era sicuramente una città fortificata secondo i criteri della guerra ottocentesca.
A sud, est e nord era ancora circondata dalle mura aureliane, in massima parte costruite tra il III ed il VI secolo rinforzate, soprattutto nella parte meridionale, non lontano da Porta San Sebastiano, dei bastioni di Antonio da Sangallo il Giovane nel XVI secolo.
Il tratto più moderno della cinta muraria romana era quello occidentale, che andava da Porta Portese fino a congiungersi alle mura vaticane e costituiva le cosiddette mura gianicolensi, cingendo appunto il colle Gianicolo. L'importanza strategica del Gianicolo era dovuta al fatto che, essendo ormai l'artiglieria divenuta fondamentale nell'economia delle battaglie, dalla sua sommità si poteva bombardare facilmente la sottostante città di Roma. Già nell'attacco di aprile Oudinot aveva attaccato Roma in quel settore e dalla disposizione dell'esercito francese nella fine di maggio fu chiaro che avrebbe nuovamente cercato di prendere il controllo del Gianicolo.
Oltre all'inadeguatezza delle fortificazioni rispetto alle moderne artiglierie francesi i difensori dovevano affrontare vari problemi. Per difendere il Gianicolo non era sufficiente controllare le mura, ma bisognava evitare di perdere anche i presidi esterni costituiti da numerose ville (Villa Pamphili, Villa Corsini a porta San Pancrazio, Villa del Vascello, e altre). Il terreno oltre le mura era infatti in buona parte allo stesso livello delle fortificazioni, ed alcune ville superavano addirittura porta San Pancrazio in altimetria.
Nonostante l'evidenza delle intenzioni di Oudinot (che comunque, fino agli ultimi giorni della battaglia operò azioni di disturbo e finti attacchi in punti diversi) i difensori non potevano tralasciare il resto delle fortificazioni cittadine, dividendo quindi le loro artiglierie, consistenti in 74 tra cannoni e obici, in tutte le porte di accesso della città.
Garibaldi, che veniva tenuto a guardia della frontiera napoletana ad Anagni, arrivò a Roma solo il 27 aprile grazie all'intervento del generale Avezzana, che il 18 riuscì a vincere l'ostilità di Mazzini. La differenza di vedute tra quest'ultimo e Garibaldi segnò comunque gli eventi della Repubblica Romana influenzandone pesantemente la gestione della difesa. Dopo il 30 aprile Mazzini aveva imposto a Garibaldi di non contrattaccare i francesi che si ritiravano per cercare di trovare un accordo politico con la Francia.

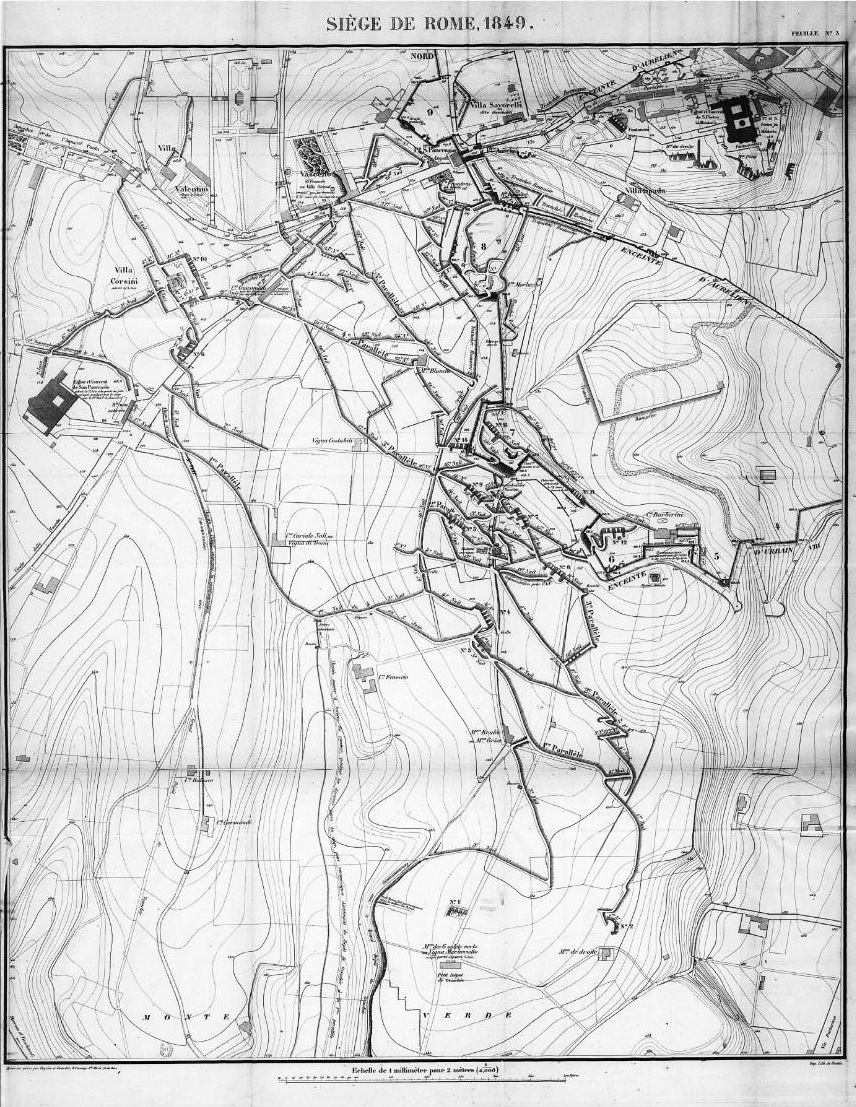
Mappa dell'assedio, in alto a destra sono riconoscibili le mura gianicolensi, con i bastioni numerati in senso orario dal 4 al 9.
(dal Journal des opérations de l'Artillerie et du Génie, op. cit.)

Anche la scelta di promuovere, il 14 maggio come "Generale di Divisione Comandante in Capo dell'Esercito" Pietro Roselli, un romano, moderato ed ex soldato pontificio era inquadrabile con il progetto di Mazzini di non spaventare troppo il resto degli stati europei.
Roselli e Garibaldi, che era generale di divisione e comandava la difesa del Gianicolo, non andarono mai d'accordo.
In tutto questo si frapposero le battaglie di battaglia di Palestrina e di Terracina con un ingente dispiego di forze che avevano abbandonato Roma. Fu Roselli a richiamare i volontari a Roma, pronto a organizzare la difesa, non fidandosi del trattato Mazzini-Lesseps.
Secondo l'analisi presente nelle memorie di Gustav von Hoffstetter, maggiore dei bersaglieri di Manara, i romani non si erano prodigati, dopo la cacciata di Pio IX di organizzare una difesa adeguata, la prima disposizione ufficiale sull'organizzazione delle truppe all'interno della città fu redatta e presentata da lui stesso il 5 giugno, ad assedio già iniziato.
La mal riposta fiducia nella tregua concessa da Oudinot contribuì alla perdita inesorabile di Villa Pamphili e Villa Corsini. Difese dalle quattro compagnie del battaglione Pietramellara, rassicurate durante la visita del 2 giugno dal generale Roselli sull'impossibilità di un attacco prima del 4 furono sorprese e facilmente sconfitte dai francesi in poco tempo.

#### Composizione dell'esercito della Repubblica Romana[3]
- Ministro della Guerra: Giuseppe Avezzana
- Generale di Divisione Comandante in Capo dell'Esercito: generale di divisione Pietro Roselli

FANTERIA DI LINEA (8600 uomini)
- Fanteria pontificia di linea
  - 1º reggimento, 1200 uomini (colonnello Luigi de Pasqualis)
  - 2º reggimento, 1200 uomini (colonnello Caucci-Molara)
  - 3º reggimento, 1000 uomini (colonnello Marchetti)
- Fanteria pontificia leggera
  - 1º reggimento leggero, 1500 uomini (brigadiere Luigi Masi)
  - 2º reggimento leggero, 1300 uomini (colonnello Raffaele Pasi)
- Reggimento dell'Unione, 1000 uomini (colonnello Rossi)
- Bersaglieri lombardi, 900 uomini (colonnello Luciano Manara)
- Battaglione bersaglieri romani, 500 uomini (Maggiore Pietro Pietramellara)

FANTERIA IRREGOLARE (4700 uomini)
- Legione italiana, 3 coorti, 1500 uomini (generale di divisione Giuseppe Garibaldi)
- Legione Romana, 2 coorti, 1000 uomini (colonnello Galletti)
- Battaglione dei Finanzieri, 300 uomini (maggiore Zambianchi)
- Carabinieri a piedi, 400 uomini
- Emigrati, 300 uomini (colonnello Arcioni)
- Truppa, 300 uomini (maggiore Medici)
- Battaglione Universitario Romano, 200 uomini
- Battaglione, 400 uomini (Bignani)
- Polacchi, 200 uomini (generale Alessandro Milbitz)
- Legione Straniera, 100 uomini (capitano Cerard)

CAVALLERIA (690 uomini)
- Reggimento Carabinieri, 300 uomini (generale Galletti)
- Reggimento Dragoni, 300 uomini
- Lancieri di Garibaldi, 90 uomini (colonnello Masina)

ARMI ACCESSORIE (800 uomini)
- Artiglieria, 500 uomini
- Genio, 300 uomini

## L'assedio di Roma

### Operazioni preliminari
Organizzato il quartier generale presso Villa Santucci ed organizzate le truppe e le armi d'appoggio il generale Oudinot, iniziò a provvedere alle prime esigenze strategiche dell'assedio.
Il 29 fu iniziata la costruzione di un ponte di barche sul Tevere all'altezza della chiesa di Santa Passera per e assicurarsi la possibilità di trasferire facilmente uomini e mezzi sulla riva sinistra del fiume e controllarlo.
Il 31 maggio, una brigata che si era portata a nord occupò Monte Mario, che servì da osservatorio per una ricognizione generali del genio e dell'artiglieria.
Per isolare ulteriormente Roma si preparò la conquista di ponte Milvio che fu attaccato il 3 giugno.

### L'attacco proditorio

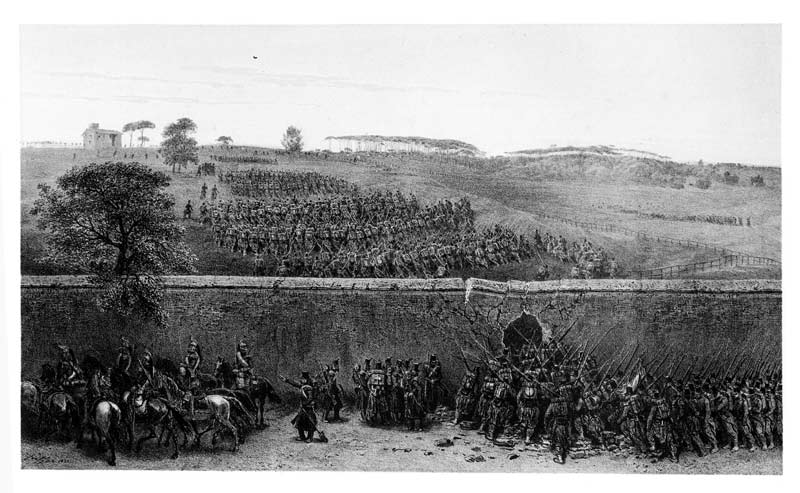
La Brigata Molliere e la Brigata Levaillant attaccano villa Pamphili nella notte tra il 2 e il 3 giugno 1849 (immagine disegnata successivamente al 1852 - data di inaugurazione del casale in alto sulla collina).

Una lettera firmata dal generale Oudinot e pervenuta il giorno 1º giugno al generale Pietro Roselli riportava come data della ripresa delle ostilità la mattina del 4 giugno:
Nonostante quanto facesse credere questa assicurazione alle 3 del mattino del 3 giugno, poco prima dell'alba, la colonna del generale Mollière (affiancata da una seconda colonna, condotta da Levaillant), fece saltare alcune mine nel recinto della Villa Doria Pamphilj, scacciando gli assai sorpresi difensori. Da lì proseguì contro Villa Corsini (detta anche Casino dei Quattro Venti), dove si erano rifugiati i circa 200 fuggitivi difensori del primo caposaldo, insieme a pochi bersaglieri del Pietramellara e al battaglione del Galletti. Tutte le forze romane, dopo tre ore di combattimenti, dovettero ripiegare sulla Villa del Vascello.
La linea di assalto dell'Oudinot ricalcava praticamente quella del 30 aprile, indirizzata com'era verso Porta San Pancrazio, sul lato occidentale delle mura aureliane, poco sotto il Vaticano e poco sopra Trastevere. Il piano di battaglia si era fatto però assai più prudente e prevedeva l'occupazione preventiva del colle Gianicolo e delle ville (in particolare la Doria Pamphilj) da cui era partito, precedentemente, il vittorioso contrattacco di Garibaldi.

### La battaglia del Gianicolo

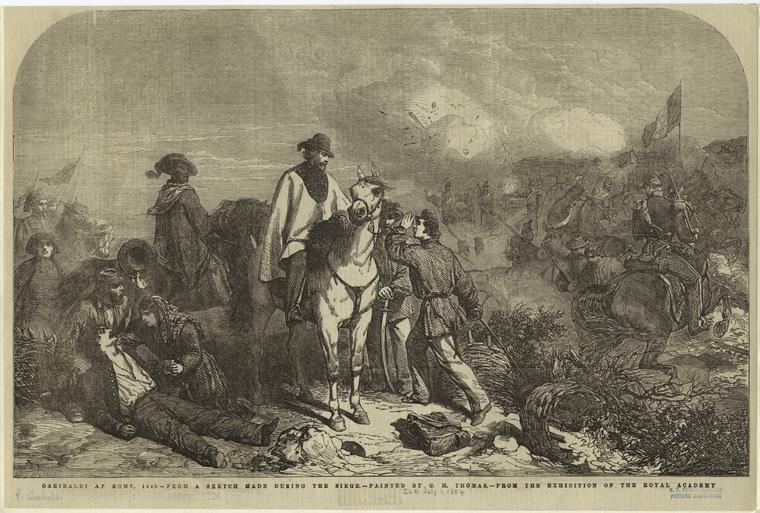
Garibaldi, Aguyar (a cavallo) e Nino Bixio durante l'assedio di Roma. Disegno del 1854 di William Luson Thomas basato sullo schizzo di George Housman Thomas realizzato nel 1849

Garibaldi fu pronto al combattimento verso le 5 del mattino, quando i francesi, grazie all'effetto sorpresa e alla debolezza dei presidi romani esterni alle mura della città avevano già conquistato le ville più importanti costringendo i romani a ripiegare nella Villa del Vascello.

La prima intenzione di Garibaldi era stata, collocando le proprie forze presso piazza San Pietro, di minacciare il fianco sinistro francese, per costringerli ad abbandonare la posizione di porta Cavalleggeri, ma capendo che era troppo facilmente difendibile dal nemico trasferì i suoi uomini a porta San Pancrazio.
Conscio dell'importanza strategica dell'edificio comandò, non appena ebbe organizzato una forza sufficiente, l'assalto a villa Corsini:
(Gustav von Hoffstetter, Storia della repubblica di Roma del 1849, Torino, 1855)
La prese verso le 7:30 per poi esserne di nuovo scacciato, e così un'altra volta, nel giro di un'ora con ingenti perdite:
(Giuseppe Garibaldi, Vita e memorie, Livorno, 1860)
Verso le nove giunsero i bersaglieri lombardi di Manara, che avevano ricevuto nelle prime, concitate ore ordini contrastanti che contribuirono probabilmente a fargli perdere del tempo inutilmente e tentarono anch'essi di conquistare villa Corsini, occupando con una compagnia casa Giacometti per fornire copertura alle altre due compagnie, che assaltarono villa Valentini prima e villa Corsini subito dopo ma senza riuscire ad impadronirsi di quest'ultima.

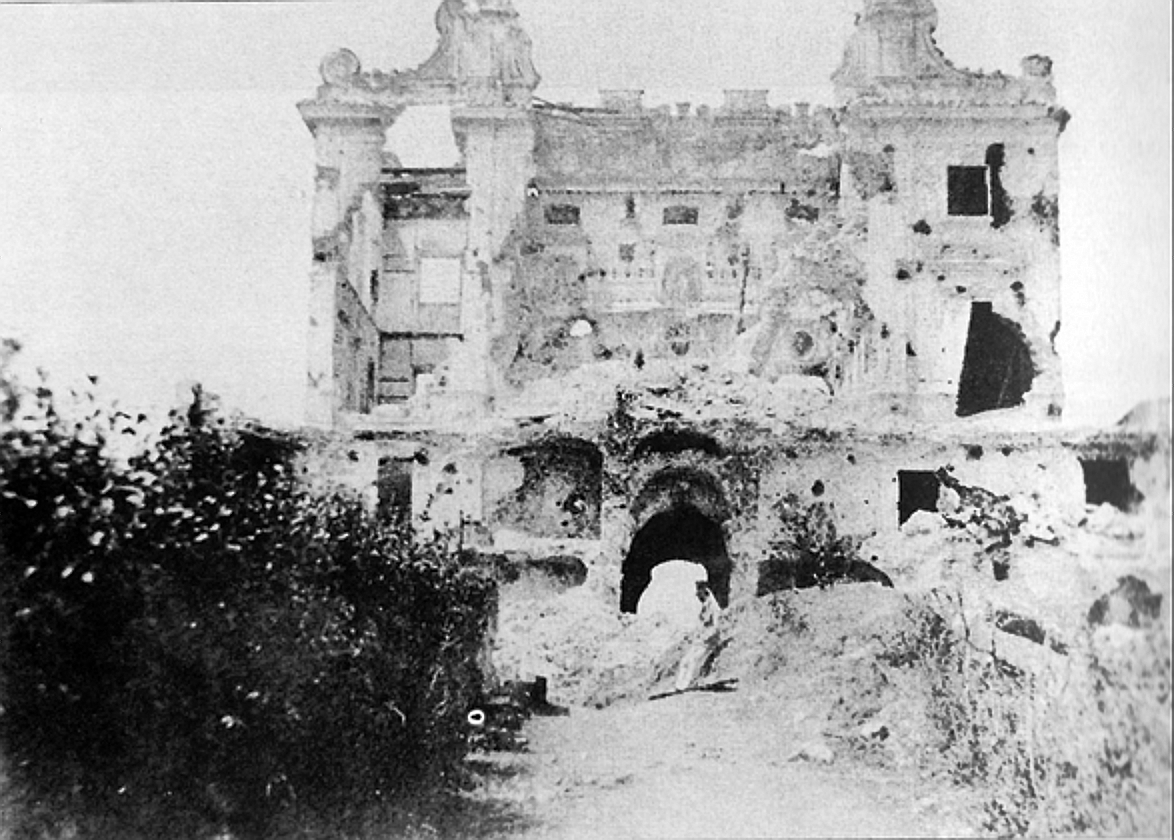
Le macerie di Villa Corsini dopo la battaglia, in una foto del luglio 1849

Un successivo assalto sembrò dare maggiori speranze, sia perché appoggiato da alcuni pezzi d'artiglieria collocati al Vascello, sia perché i volontari erano stati seguiti da molti romani, galvanizzati dall'esempio che si osservava assai bene dalle mura. Oltre la villa, tuttavia, l'artiglieria francese era assai forte e ben piazzata: spazzò la posizione appena conquistata dai romani costringendoli alla fuga e incalzandoli con le riserve. In questo assalto trovò la morte Masina.
Seguì un ultimo tentativo nel tardo pomeriggio, velleitario ed infruttuoso, nel corso del quale vennero feriti Emilio Dandolo e Goffredo Mameli che spirò il 6 luglio per le ferite riportate ad una gamba.
Nel corso della giornata Garibaldi aveva avuto a disposizione (mai tutti assieme) circa 6000 uomini, contro 16000 ben schierati e muniti di sovrabbondante artiglieria. Rosetti era stato, in effetti, condizionato da una manovra diversiva operata dalla brigata di Sauvant, discesa da Monte Mario. Ma si trattò, probabilmente, di un grave errore di valutazione.
A sera, dopo 16 ore di combattimenti, le posizioni sul Gianicolo erano divise fra i francesi, che si fortificavano alla Doria Pamphilj e alla Corsini e i romani, attestati quasi esclusivamente al Vascello, ultima posizione prima delle mura di Roma. I difensori avevano perso almeno 700 uomini, 500 tra morti e feriti per la Legione Italiana di Garibaldi e 200 fra i bersaglieri di Manara; molto maggiore era il numero dei feriti. Oudinot perse fra 250 e 400 soldati, e una quindicina di ufficiali.

### Costruzione della trincea francese

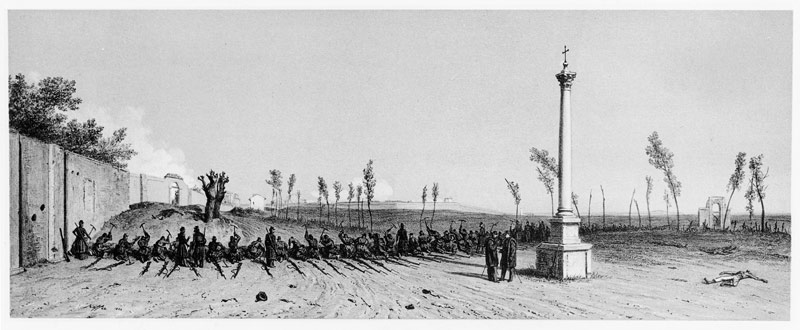
I soldati francesi iniziano a scavare la prima parallela del sistema di trincee previsto da Vaillant

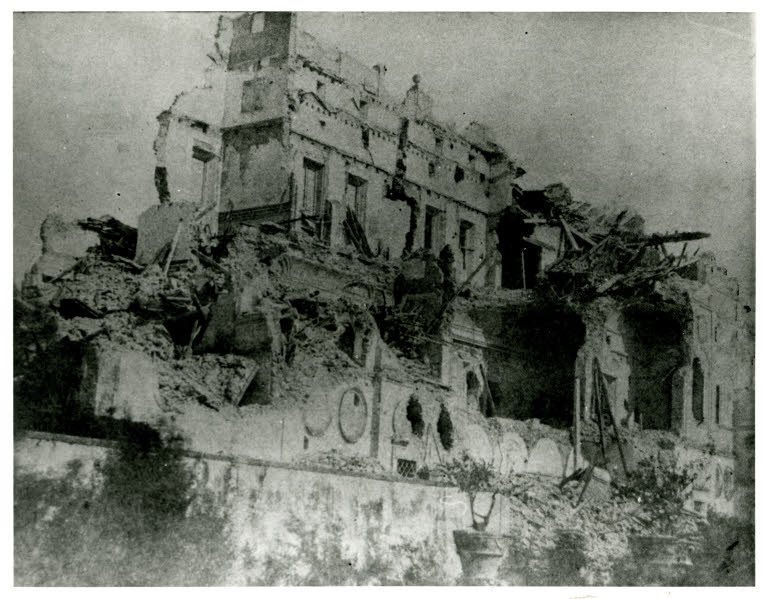
I resti della villa del Vascello dopo la battaglia contro le truppe Francesi

Da quel giorno la difesa di Roma dipese, sostanzialmente, dalla tenuta della Villa del Vascello, la cui difesa fu affidata al Medici. Essa, tuttavia, non venne subito assaltata dall'Oudinot, il quale preferiva cominciare il bombardamento della città, che gli risultava assai agevole dalle posizioni rialzate e assai prossime alle mura che aveva conquistato. Si concentrò, in particolare, sul quartiere di Trastevere che giaceva, lì, indifeso, sotto il suo sguardo.
I francesi avevano conquistato, inoltre, già dal 4 giugno una testa di ponte oltre ponte Milvio.
A partire da quella stessa data Oudinot aveva dato ordine di iniziare la costruzione di trincee e fortificazioni dalla chiesa di San Pancrazio fino alle scarpate di via Portuense, di fronte al Testaccio, con l'impiego di circa 1200 uomini condotti dagli ufficiali del genio. Il generale Vaillant, comandante del genio francese, spiegò in seguito la scelta di voler rafforzare la propria posizione anziché attaccare immediatamente e pesantemente la città come un modo per annullare il rischio di sconfitte come quella del 30 aprile precedente ed evitare allo stesso tempo massacri e distruzioni inutili.
I primi giorni dopo il 3 giugno, intrapresa la costruzione delle fortificazioni, i francesi non si impegnarono in attacchi importanti contro le postazioni romane, limitandosi a coprire il lavoro del Genio e difendendosi dalle sortite degli avversari.
Le forze romane dovevano riorganizzarsi dalla cruenta giornata del 3 giugno, e per i primi giorni non tentarono assalti ma solo deboli sortite di disturbo. Tra i vari problemi era imperativo sostituire i numerosi ufficiali caduti e rifornire di munizioni il Vascello e rinforzarlo.
Su invito di Garibaldi, il giorno 4 giugno, il colonnello Manara assunse il ruolo di capo dello Stato Maggiore.
Una sortita di disturbo abbastanza importante fu organizzata per il 9 giugno contro i lavori di fortificazione del fianco sinistro francese e l'azione d'attacco venne affidata ai finanzieri e ad un battaglione del quinto reggimento con la copertura dei bersaglieri. Le perdite da parte romana furono di circa 20 uomini ed i francesi furono costretti ad interrompere i lavori per qualche ora.
Uno scontro più o meno casuale avvenne il 12. Un battaglione dei difensori lavorava ad opere di fortificazione che vennero disturbate da alcuni reparti francesi. Il colonnello del Genio decise allora di contrattaccare gli assaltatori con tutte le forze a sua disposizione arrivando fino alla parallela francese, dove la linea di fuoco nemica procurò la morte di 25 uomini ed alcuni ufficiali, fra i quali il capo battaglione Panizzi, le perdite francesi furono più contenute, 7 morti e 25 feriti.

### Il primo bombardamento

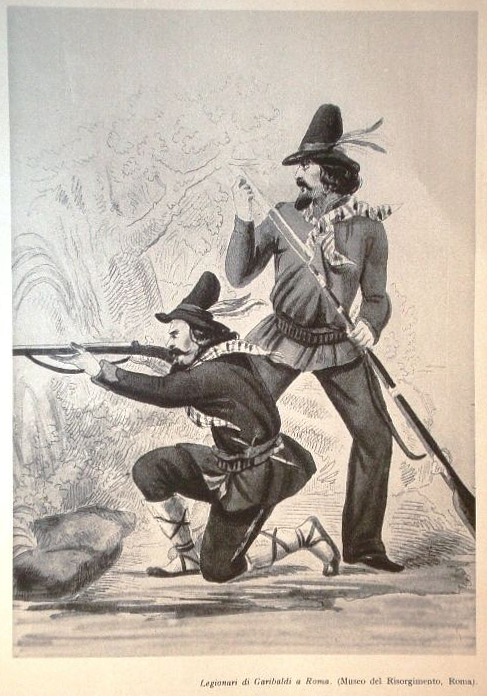
Stampa dell'epoca raffiguranti legionari garibaldini a Roma

Il giorno 12 i francesi inviarono un ultimatum che il presidente Giuseppe Galletti lesse all'Assemblea costituente, il messaggio minacciava, in caso di rifiuto ad arrendersi l'intensificarsi del bombardamento:
Non veniamo per portarvi la guerra. Siamo venuti ad appoggiare fra voi l'ordine colla libertà. Le intenzioni del nostro Governo sono state mal conosciute.

I lavori di assedio ci hanno condotti sotto le vostre mura.

Fin adesso, non abbiamo voluto rispondere, che di lungi in lungi al fuoco delle vostre batterie. Ci avviciniamo all'ultimo istante ove le necessità della guerra scoppiano in terribili calamità.

Risparmiatele ad una città ripiena di tante gloriose memorie.

Se persistete a respingerci, a voi soli incomberà la responsabilità d'irreparabili disastri.»
L'Assemblea respinse l'ultimatum facendo notare, nella risposta al generale Oudinot, che la Repubblica Romana continuava ad attenersi agli accordi Mazzini-di Lesseps del 31 maggio.
Come promesso, dal giorno successivo il bombardamento francese si intensificò, Hoffstetter annota:
(Gustav von Hoffstetter, Storia della repubblica di Roma del 1849, Torino, 1855, p. 208)
Le artiglierie francesi non diedero tregua ai difensori: cannoni e mortai battevano, soprattutto, il Vascello, le proprietà adiacenti, San Pietro in Montorio, le mura e, meno di frequente, la città stessa.
In pochi giorni molti bastioni erano pesantemente danneggiati e il cannoneggiamento continuo impediva ogni tentativo di riparazione.
Gli assedianti continuavano, nel frattempo a scavare le trincee per avvicinarsi alle mura cittadine al ritmo di 70-80 metri al giorno circa.

### Il primo assalto francese

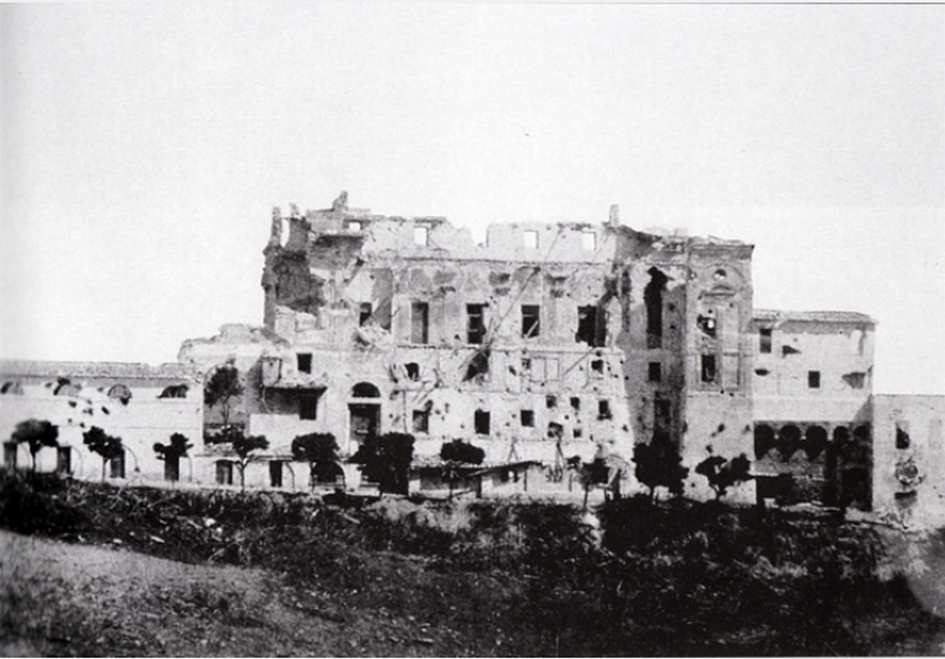
Il Casino Savorelli dopo i bombardamenti francesi

Con l'artiglieria al completo (una quarantina tra cannoni, obici e mortai), i francesi non tardarono ad aprire delle brecce nelle mura romane, e durante la notte tra il 21 e il 22 giugno Oudinot congegnò una serie di attacchi: fallì la conquista di casa Giacometti, presso il Vascello, ma prese un tratto dei bastioni centrali e dei bastioni Barberini, a fianco di Porta Portese, che aprivano loro la via di Trastevere.
Mazzini, spalleggiato dal generale Pietro Roselli, avrebbe voluto un contrattacco già dal pomeriggio, o nella mattina successiva. Ma Garibaldi, che aveva ormai conquistato il consenso dell'intero esercito e dei volontari, giudicò assai più saggio ridurre il perimetro di difesa, non ostinandosi a trattenersi direttamente sotto le batterie francesi. Si preoccupò, soprattutto, di fortificare casa Savorelli affidata al Manara, e villa Spada affidata al Sacchi con lo Zampieri. Da qui tentò di rafforzarsi, comandando, il 22, l'assalto a Casa Barberini, presa e perduta.

### Il secondo bombardamento
Come già aveva fatto il dopo il 3 giugno, anche questa volta Oudinot scelse di non comandare immediatamente l'assalto, ma preferì indulgere a un feroce bombardamento, prolungato per più giorni. Al contrario del precedente, però, esso venne rivolto anche sulla città, con la finalità di indurre Roma alla resa. A nulla valse la vibrata protesta avanzata, il 24, dal corpo consolare.
Furono colpiti e danneggiati infatti importanti monumenti della città quali il Casino dell'Aurora di Palazzo Pallavicini Rospigliosi, dove una palla di cannone aveva centrato la loggia, senza comunque danneggiare la celebre Aurora di Guido Reni e il tempio della Fortuna Virile, danneggiandone un capitello.
Oudinot si preoccupò immediatamente di rinforzare i bastioni appena conquistati e decise, anche da essi di sviluppare un sistema di trincee.

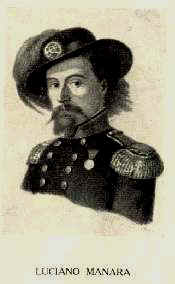
Luciano Manara, colonnello dei bersaglieri e capo di Stato Maggiore dal 4 giugno 1849. Trovò la morte il 30 giugno 1849, durante l'assalto a Villa Spada

Il 26 comandò un nuovo assalto al Vascello (casa Giacometti era stata abbandonata due giorni innanzi), ma Medici e i suoi volontari respinsero ancora una volta l'assalto. La villa era ormai devastata dalle artiglierie francesi ed era l'unico caposaldo esterno alle mura di Roma:
(Gustav von Hoffstetter, Storia della repubblica di Roma del 1849, Torino, 1855, p. 275)
Un altro attacco al Vascello venne respinto dai finanzieri la notte del 28.
Il 29, in occasione della festa dei Santi Pietro e Paolo venne illuminata la cupola della Basilica, in segno di spregio verso gli assedianti e incoraggiamento verso tutti i romani.

### L'attacco decisivo
La notte 29 e il 30 giugno iniziò l'ultima battaglia della Repubblica Romana.
Poco dopo le 2 del mattino i francesi assaltarono in silenzio la breccia del bastione VIII, organizzati in due colonne di tre compagnie comandate dal colonnello Espinasse.
Raggiunsero praticamente indisturbati villa Spada, dove i romani riuscirono a fermarli provvisoriamente. Nell'attacco a sorpresa persero la vita circa 40 difensori, tra i quali Emilio Morosini e gli artiglieri della "batteria della Montagnola" vennero sopraffatti in un cruento corpo a corpo.
L'alba del 30 si combatté furiosamente a Villa Spada e villa Savorelli nella quale avevano ripiegato su ordine Garibaldi gli uomini di Medici ancora asserragliati al Vascello.
I cannoni francesi non smisero di colpire le postazioni romane. Durante la mattinata trovarono la morte Luciano Manara ed Andrea Aguyar.
La battaglia si trascinò, perdendo di foga, fino alla sera.

## La resa
A mezzogiorno del 1º luglio fu stipulata una breve tregua per raccogliere i morti e i feriti. Garibaldi e altri pochi uomini, ritiratisi definitivamente da Villa Spada, ripiegarono lungo la Lungara sperando di fermare il nemico a ponte San Angelo, barricandosi oltre il Tevere.
Alla Assemblea Costituente Mazzini dichiarò che l'alternativa era tra la capitolazione totale e la battaglia in città, con conseguenti distruzioni e saccheggi. Giunse allora Garibaldi, che confermò che oramai ogni resistenza era inutile.

### Garibaldi lascia Roma
Appurato che Roma era di fatto ormai indifendibile, bisognava valutare se esistessero alternative alla pura e semplice capitolazione e si poteva trattare per ottenere dignitose condizioni di resa. Si giunse a definire l'azione come "uscita dalla città" di tutti i combattenti che condividevano la decisione; obiettivo era quello di portare l'insurrezione nelle province di quella parte degli Stati pontifici non occupati dalle truppe francesi.
La mattina del 2 luglio Garibaldi tenne in piazza San Pietro il famosissimo discorso: "io esco da Roma: chi vuol continuare la guerra contro lo straniero, venga con me... non prometto paghe, non ozi molli. Acqua e pane quando se ne avrà". Diede appuntamento per le 18 in piazza San Giovanni, dove trovò circa 4 000 armati, ottocento cavalli e un cannone, circa due terzi dei difensori repubblicani: alle 20 uscì dalla città seguito dalle truppe e dalla moglie Anita, vestita da uomo.
Il generale Oudinot non ritenne opportuno tentare di fermare questo esodo armato per varie ragioni: anzitutto liberava la città da tutti gli "esagitati", la cui reazione alla prossima occupazione militare era imprevedibile; esonerava la Francia da ogni incombenza sulla gestione dei prigionieri; le truppe di Garibaldi si sarebbero trasferite verso i territori appena rioccupati dagli Austriaci di Costantino d'Aspre, che restavano, dopotutto, dei nemici "ereditari" della Francia.
È perfino possibile immaginare che Luigi Buonaparte ed il suo sottoposto Oudinot, nella grande ipocrisia che caratterizzò l'intera loro azione in quei mesi, abbiano realmente sperato che il massacro dei volontari da parte dell'Aspre avrebbe fatto dimenticare le gravi colpe della Francia verso la causa nazionale italiana. Un calcolo che non deve apparire del tutto mal riuscito, se si considera il generale favore con cui nel 1859 venne accolta l'alleanza di Cavour con l'ormai imperatore Napoleone III.

### L'ingresso dei francesi

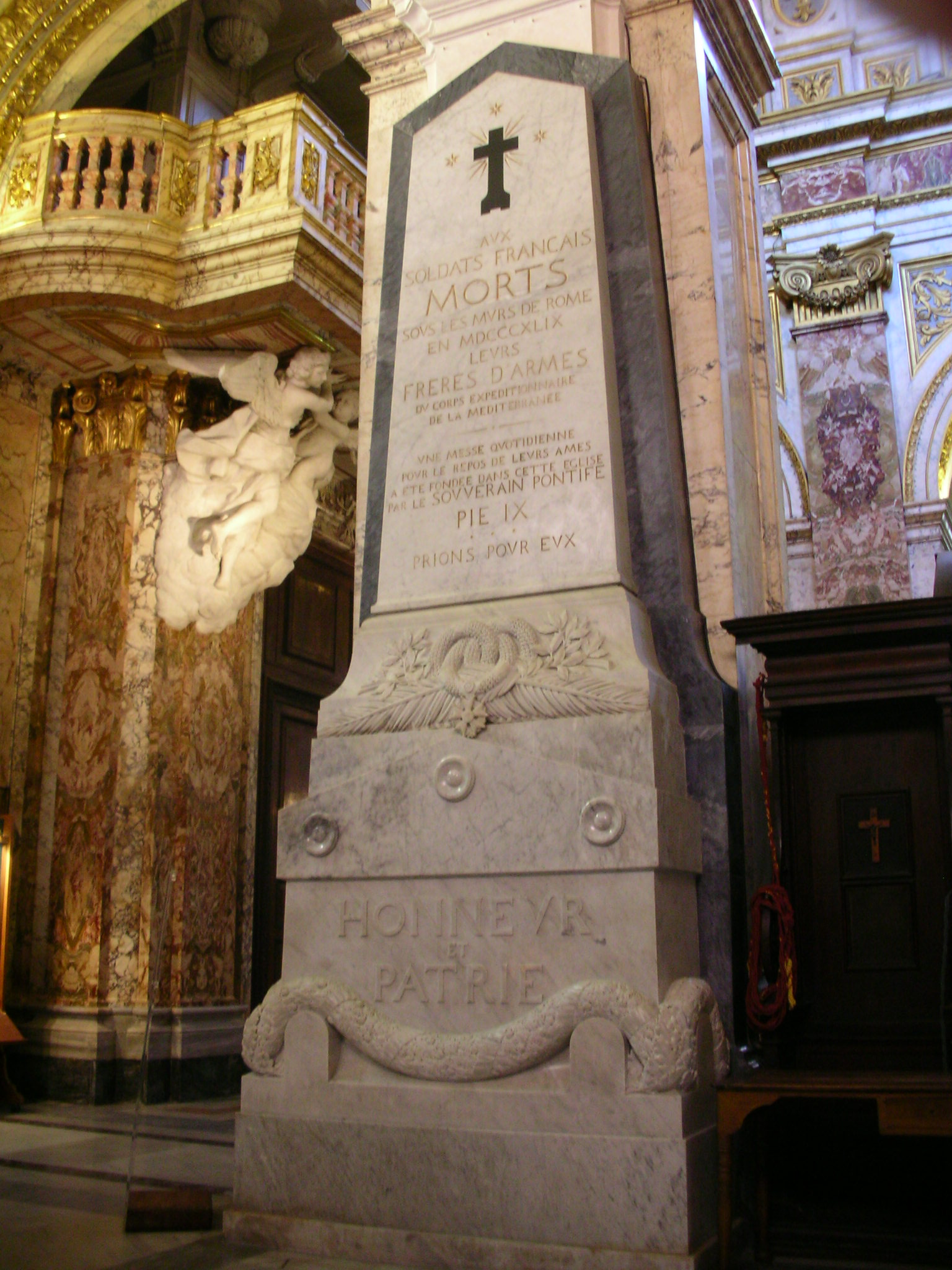
Monumento ai caduti francesi nella guerra contro la Repubblica Romana, nella chiesa di San Luigi dei Francesi a Roma.

I francesi non entrarono prima di mezzogiorno, occupando Trastevere, Castel Sant'Angelo, il Pincio e Porta del Popolo; Oudinot giunse solo in serata, con 12 000 soldati.
Ultimo vessillo della rivoluzione del 1848 resisteva, indomita ma assediata, solo la città-fortezza di Venezia.

## I risvolti dell'assedio nella politica
L'opinione pubblica e il Parlamento francese erano molto sensibili riguardo alle notizie provenienti da Roma e Mazzini stesso sperava anche dopo l'attacco del 3 giugno in una risoluzione politica.
A Parigi arrivavano comunque informazioni abbastanza confuse e distorte, tanto che gli ambienti della sinistra, approfittando di un clima di disordini e sollevamenti di piazza, arrivarono a presentare l'assedio come una nuova sconfitta di Oudinot.

Nella seduta dell'11 giugno dell'Assemblea nazionale, Alexandre Ledru-Rollin presentava così la questione: 
Nonostante questo ed altri interventi, l'Assemblea voto per continuare lo stato d'assedio.